# Joycenara Batista
Joycenara Batista, detta Joyce (Curitiba, 25 giugno 1967), è un'ex cestista brasiliana.

## Carriera
Con il Brasile ha disputato i Campionati mondiali del 1990 e i Giochi olimpici di Barcellona 1992.